# Kotka na gorącym dachu
Kotka na gorącym dachu è il secondo singolo della cantante pop rock ceca Ewa Farna estratto dal suo terzo album di studio Sam na sam.